# Lidl-Trek
Lidl-Trek (código UCI: LTK) es un equipo ciclista estadounidense que participa del UCI WorldTour así como de algunas carreras del Circuito Continental.
Debutó en la temporada 2011 con el nombre Leopard-Trek y licencia luxemburguesa y tuvo como referentes en ese momento a los hermanos ciclistas Andy y Frank Schleck, quienes tras haber desarrollado su carrera en la estructura CSC/Saxo Bank de Bjarne Riis decidieron sumarse al proyecto de una nueva escuadra radicada en su país.
Varios de los corredores con los que habían coincidido los hermanos Schleck en el equipo de Riis, como Fabian Cancellara y diversos gregarios se unieron al proyecto, al igual que ciclistas procedentes de otros equipos ProTour.
El empresario luxemburgués Flavio Becca, con una fortuna personal procedente de sus negocios inmobiliarios, fue el impulsor del proyecto. La licencia del equipo era propiedad de la sociedad Leopard S. A., con sede en Howald. contando con patrocinadores secundarios como Trek y Mercedes-Benz.
A pesar de la expectación que había en torno al nuevo equipo por la calidad de los ciclistas que formaban su plantilla, este compitió como tal una sola temporada, ya que en septiembre de 2011 se anunció que se fusionaría con el Team RadioShack pasando a llamarse RadioShack-Nissan-Trek, oficialmente RadioShack-Nissan. Según el acuerdo, el nuevo RadioShack corrió con la licencia ProTeam de la sociedad luxemburguesa Leopard (propiedad de Flavio Becca, y con la que había corrido hasta entonces Leopard Trek), mientras que la gestión deportiva correspondía a Johan Bruyneel Sports Management (la empresa de Johan Bruyneel) y las labores de marketing a CSE (que desempeñaba esa labor desde Austin, Texas).
Aunque el nombre más común utilizado era RadioShack, al registrarse en la UCI utilizando la licencia de la sociedad Leopard S.A, el equipo era el sucesor del Leopard-Trek y no del RadioShack de Estados Unidos. A pesar de ello fue común la confusión y se solía referir a este como equipo estadounidense a pesar de que realmente era luxemburgués.
A principios de 2013, la empresa RadioShack anunció que sería el último año junto al equipo, con lo cual Flavio Becca debió iniciar la búsqueda de nuevos patrocinadores. Los intentos fueron frustrados y sumado a la baja actuación del equipo llevaron a Becca a vender la licencia ProTeam a Trek pocos días antes de comenzar el Tour de Francia. El equipo se denomina desde 2014 Trek Factory Racing y se mantuvo la misma base del Radioshack Leopard, pero (ahora si) cambió la licencia a estadounidense.

## Historia del equipo

### Creación

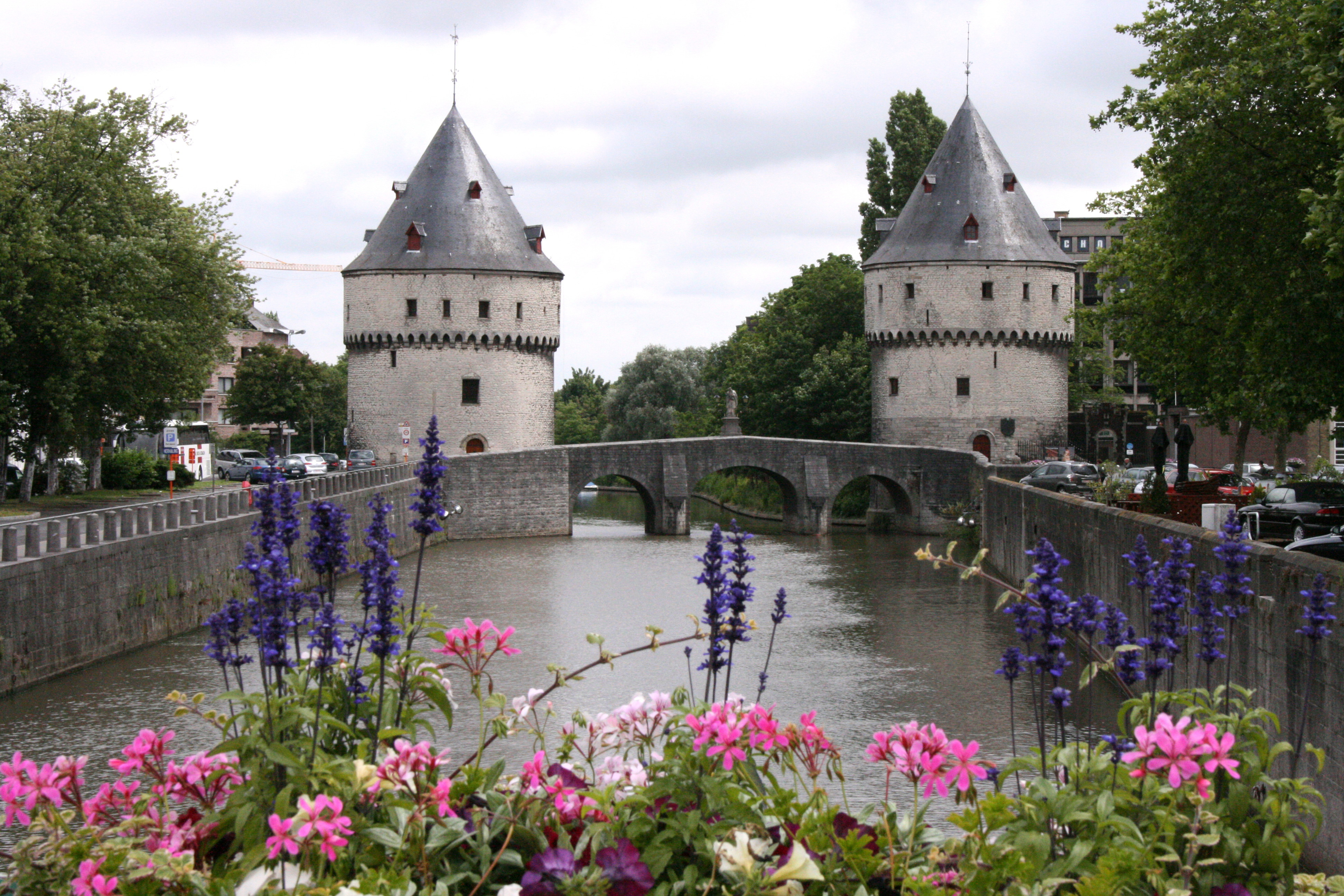
Courtrai, escenario de la reunión entre Becca, Andersen y Nygaard en la que se gestó la creación del equipo.

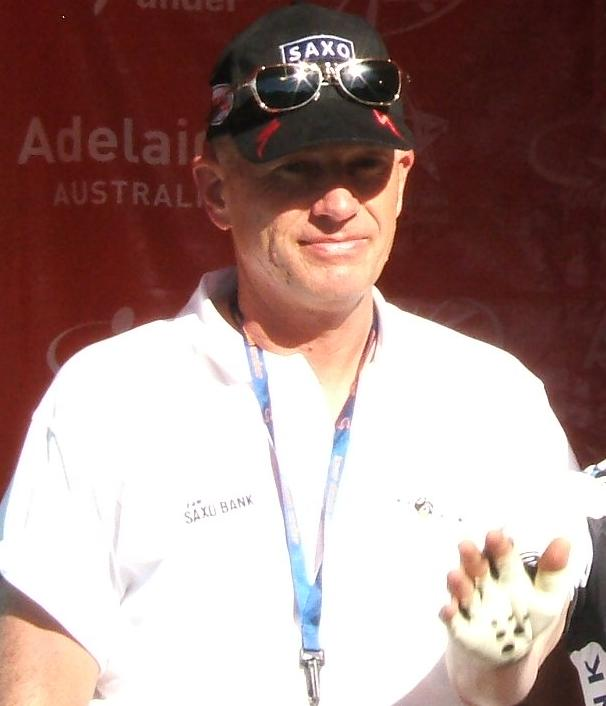
Kim Andersen, cuando era director del Saxo Bank.

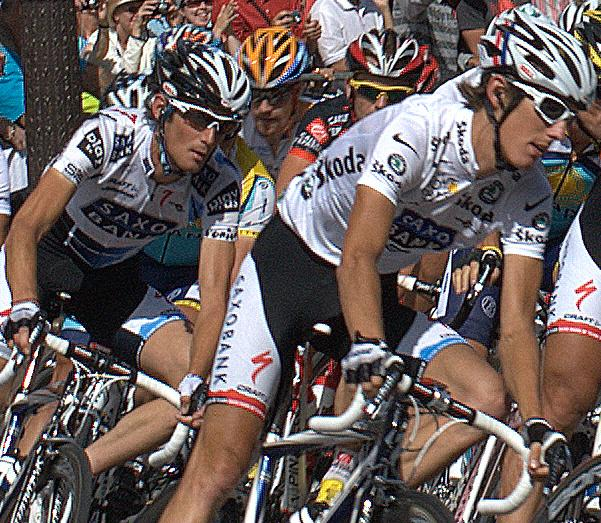
Los hermanos Andy y Fränk Schleck (de dcha. a izq.), a la llegada a París del Tour de Francia 2009.

El empresario luxemburgués Flavio Becca, con una importante fortuna personal procedente de sus negocios inmobiliarios y aficionado al ciclismo, inició a principios de 2010 contactos con diversas personas de cara a la creación de un nuevo equipo ciclista que hiciera su debut en 2011 y que se convertiría en la primera escuadra luxemburguesa de máxima categoría. Becca contactó entre otros con Kim Andersen, director deportivo principal del Saxo Bank dirigido por Bjarne Riis en el que corrían entre otros los hermanos luxemburgueses Andy y Frank Schleck.
En mayo Becca y Andersen, a propuesta del segundo, se reunieron en una cafetería de Courtrai (Flandes, Bélgica) con Brian Nygaard para estudiar la creación de esa nueva formación. Nygaard, jefe de prensa durante varias temporadas del Saxo Bank dirigido por Bjarne Riis, se encontraba en ese momento en el Sky, que se estrenaba ese año como el primer equipo británico de categoría ProTour. Ese mismo mes el danés anunció su salida del Sky y empezó las gestiones para la creación del nuevo equipo de cara a la temporada 2011. Dicho movimiento se produjo entre los rumores de que los hermanos Schleck, dos de los principales corredores del Saxo Bank y ambos en el último año de su contrato con Riis, estarían interesados en unirse al nuevo proyecto luxemburgués de cara a la siguiente temporada.
Poco antes del Tour de Francia el Saxo Bank anunció el despido de su director deportivo principal y encargado de la estrategia en carrera Kim Andersen tras haber admitido este que estaba colaborando con Nygaard en su proyecto de crear una nueva formación. Durante la ronda francesa Andy llegó a ser líder de la clasificación general durante varias etapas, aunque finalmente fue segundo en el podio de los Campos Elíseos de París por detrás del maillot amarillo Alberto Contador (Astana) por 39". Dicha edición estuvo marcada por la no espera de Contador a Andy cuando a este último se le salió la cadena en plena ascensión a Balès, último puerto de la jornada y situado 21 kilómetros de la meta de Bagnères-de-Luchon. La táctica empleada por Riis durante dicho Tour fue asimismo objeto de controversia.
Cuatro días después del final de la Grande Boucle los hermanos Schleck anunciaron oficialmente que no renovarían su contrato con la estructura de Riis (a cuyas órdenes habían desarrollado hasta ese momento toda su carrera profesional) y correrían por tanto en otro equipo a partir de 2011. Finalmente el 14 de agosto confirmaron su incorporación al nuevo equipo luxemburgués.
Cinco corredores con los que habían coincidido los hermanos Schleck en el equipo de Riis, como Fabian Cancellara, Stuart O'Grady y Jakob Fuglsang, confirmaron a lo largo de esa parte final de la temporada que se unirían al proyecto, dejando así a un Riis que respondió contratando a Contador. Poco después se conocería que Contador estaba siendo investigado por su positivo por clembuterol (en unas cantidades que se creían indetectables para una sustancia cuyo uso estaba no obstante prohibido en cualquier caso) en la muestra de sangre que le había sido tomada en el control antidopaje realizado en Pau, ciudad donde había tenido lugar la segunda jornada de descanso del Tour.
Al nuevo proyecto encabezado por los Schleck se sumaron asimismo ciclistas procedentes del desaparecido Milram, como Fabian Wegmann y Linus Gerdemann, y de otros equipos ProTeams, como Daniele Bennati, Maxime Monfort y Joost Posthuma. El 23 de noviembre la UCI confirmó que el equipo tendría licencia UCI ProTeam para su estreno, concediéndosela por cuatro temporadas.
Aunque se publicó que el equipo tendría para su debut en 2011 el nombre Leopard True Racing, Nygaard desmintió ese extremo asegurando que dicha denominación hacía referencia al proyecto de creación del equipo, pero no al nombre que tendría la escuadra. El 13 de diciembre Fuglsand declaró que según el diseño del nuevo maillot al que había tenido acceso el equipo se llamaría Team Leopard, información que fue desmentida por Nygaard.
El 6 de enero tuvo lugar la presentación del conjunto luxemburgués; durante el acto se anunció oficialmente que se llamaría Team Leopard-Trek y se desveló la equipación que lucirían sus integrantes.

### 2011: Estreno prometedor
La primera carrera en la que participó la escuadra fue el Tour Down Under disputado en Australia durante el mes de enero. El estreno de su palmarés llegó el 2 de marzo en Le Samyn, de la mano del ciclista local Domenik Klemme.

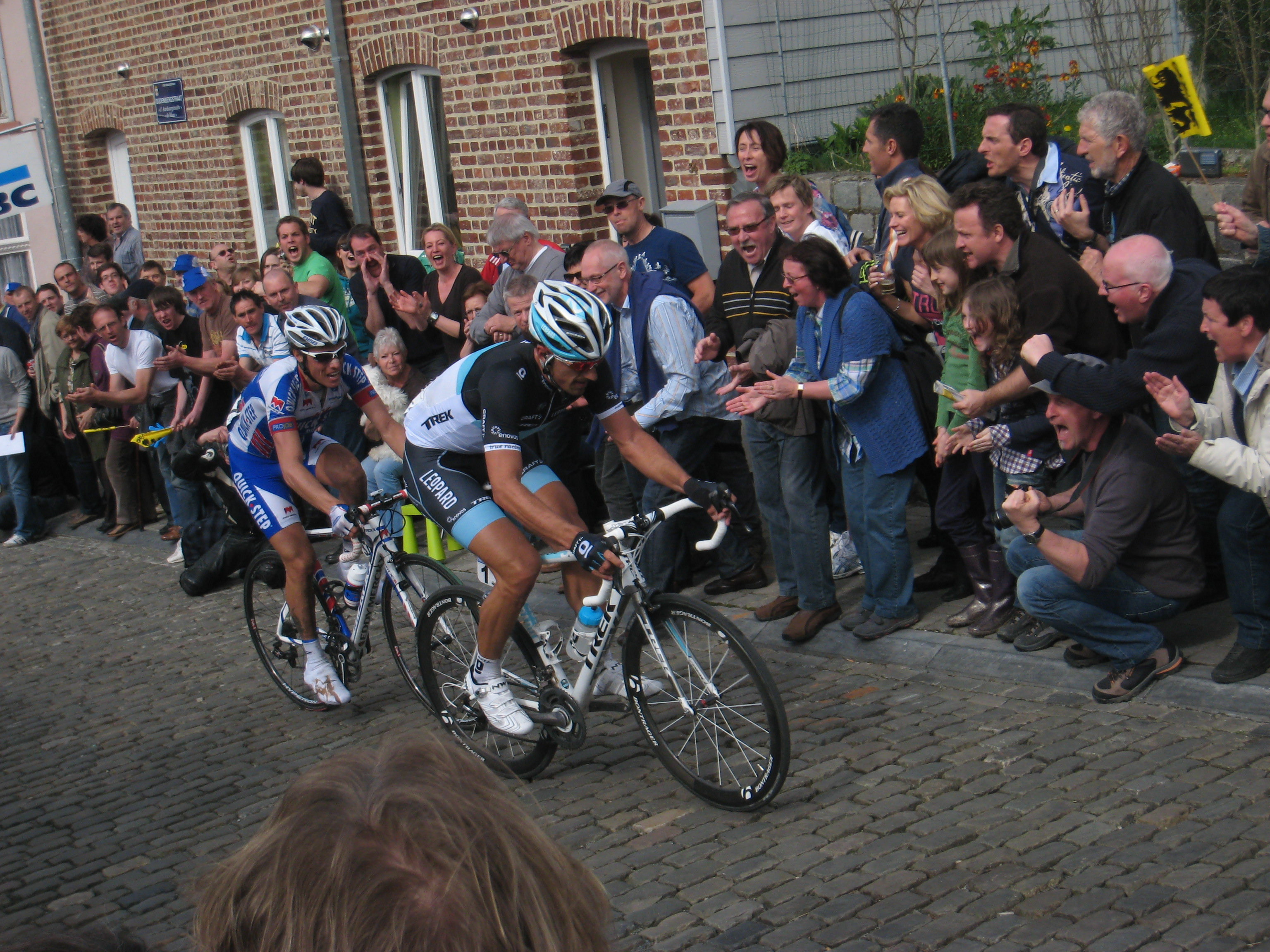
Fabian Cancellara, tirando de Chavanel cuando iban en cabeza en la parte inicial del Kapelmuur durante el Tour de Flandes.

#### Cancellara: Buen papel en las clásicas
El inicio de la temporada europea estuvo protagonizado por Fabian Cancellara. El suizo, autor de la primera victoria de primer nivel al imponerse en la contrarreloj final de la Tirreno-Adriático disputada en San Benedetto del Tronto, tendría un papel destacado en las clásicas de primavera del Viejo Continente. Fue segundo en la Milán-San Remo, donde después de no haber logrado fugarse ya en las calles de San Remo (al contrario que en su exitosa tentativa de 2008) se vio superado en el sprint final por el velocista Matthew Goss. Metido ya en las clásicas de pavés, Cancellara se presentaba como el principal favorito a las dos grandes citas al ser en ambas el vigente ganador y haber mostrado su buen estado de forma con una exhibición en la preparatoria E3 Prijs Vlaanderen-Harelbeke, donde tras sufrir dos pinchazos y una avería que le habían hecho perder dos minutos respecto a la cabeza remontó y llegó a meta en solitario y con un minuto de ventaja. En el Tour de Flandes se marchó solo hasta dar alcance en cabeza de carrera a Sylvain Chavanel, y aunque llegaron a abrir un hueco importante con el grupo de favoritos el dúo fue finalmente neutralizado por estos subiendo el Kapelmur; un postrero movimiento de Espartaco en los kilómetros finales hizo una nueva selección, siendo finalmente tercero por detrás de su excompañero Nick Nuyens y Chavanel, aunque por delante de Tom Boonen, su rival tradicional. En la París-Roubaix, con Boonen fuera de la pelea por problemas mecánicos y una fuga en cabeza de la que terminaría marchándose Johan Vansummeren, un Cancellara sin compañeros ni colaboración de otros favoritos (que al contrario que él tenían compañeros en la fuga) renunció a sacrificarse en solitario para alcanzar a Vansummeren; el helvético terminó siendo segundo tras imponerse al sprint a quienes llegaron en su grupo al velódromo de Roubaix. Cancellara subió así a los podios de los tres primeros monumentos del año, aunque sin haber podido repetir sus victorias de anteriores ediciones en ninguna de ellas.

#### Las Ardenas

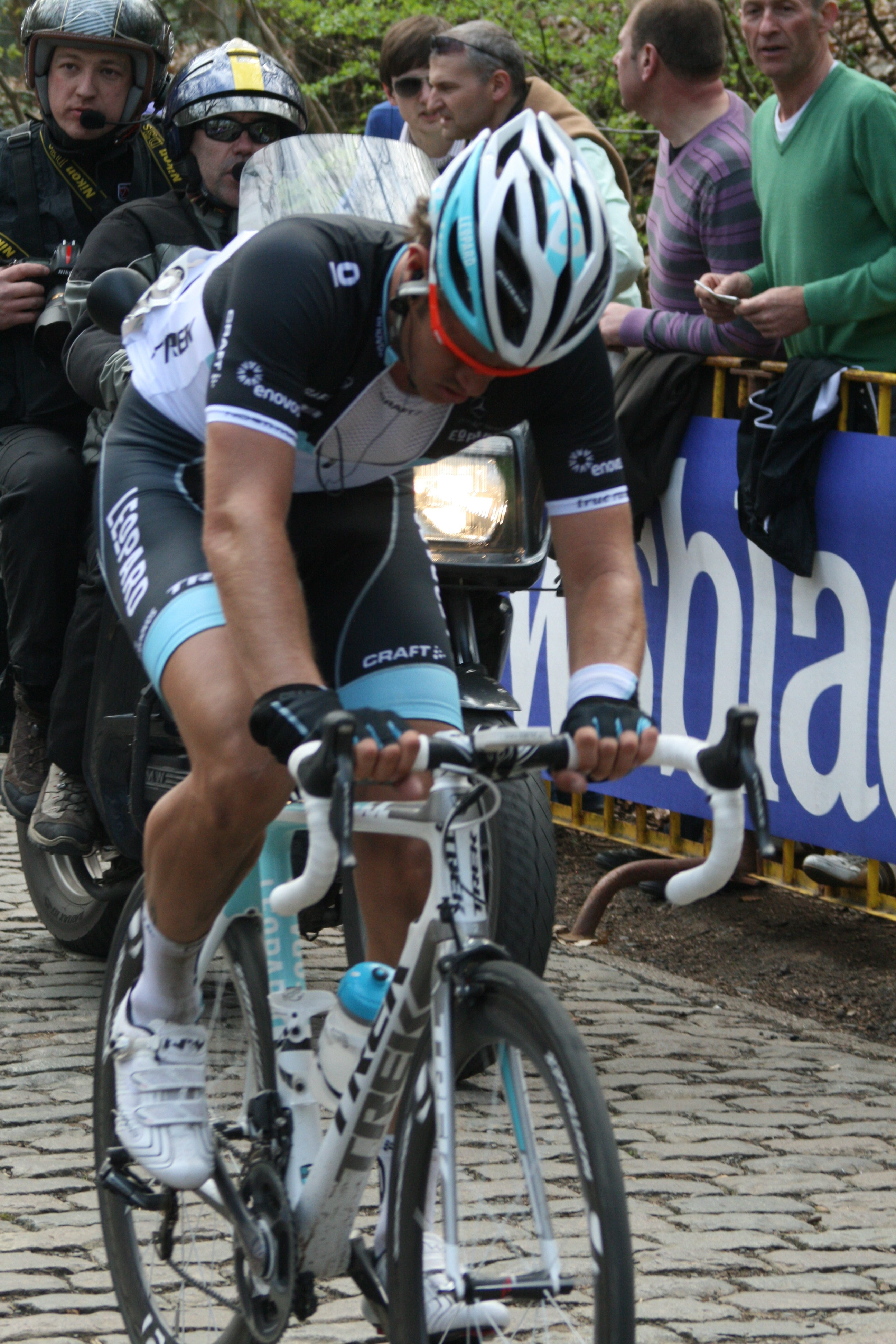
Wouter Weylandt, en el Kemmelberg durante la Gante-Wevelgem.

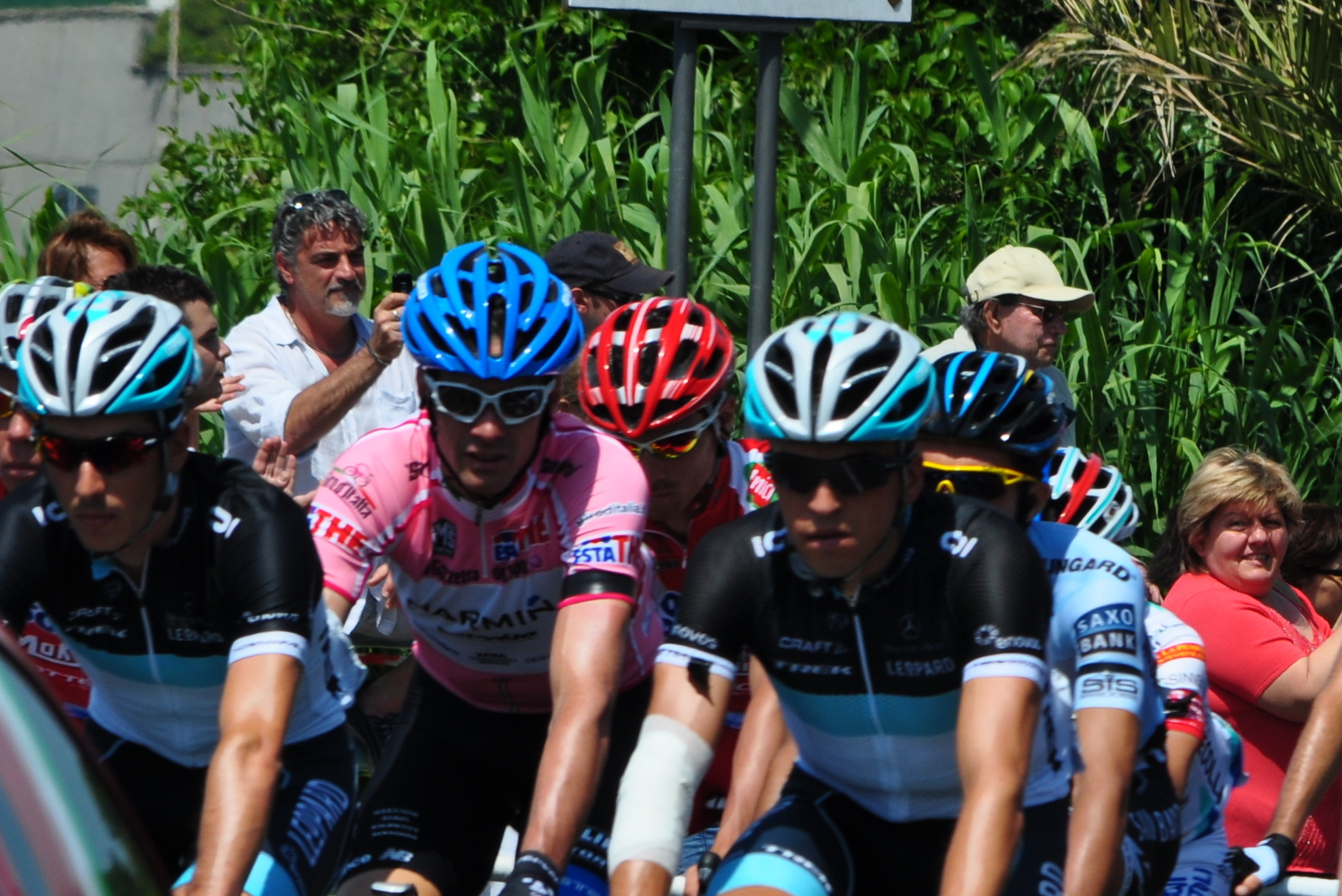
Dos ciclistas del equipo, durante la cuarta etapa del Giro de Italia, que rindió homenaje al fallecido Weylandt.

De cara a las clásicas de las Ardenas entraron en escena los hermanos Fränk y Andy Schleck. El mayor de ellos afinó su preparación venciendo en el Critérium Internacional, en un triunfo no exento de polémica por los rumores existentes sobre el posible uso en la contrarreloj de la cita corsa de una pieza escondida bajo su maillot que le habría podido suponer algún tipo de ventaja en una especialidad considerada tradicionalmente como uno de sus puntos débiles; la difusión de las sospechas llevó a la UCI a abrir una investigación al respecto.
En el tríptico de clásicas, monopolizado ese año por Philippe Gilbert, Andy estuvo cerca en la Amstel Gold Race cuando fue cazado a 1 km para meta, carrera en la que Jakob Fuglsang finalizó 4.º. En la Flecha Valona Frank terminó 7.º y tanto Frank como Andy subieron al podio en la Lieja-Bastoña-Lieja (cuarto monumento del año) para escoltar a Gilbert como segundo y tercero respectivamente.
Daniele Bennati tuvo un buen arranque de temporada, incluyendo tres victorias de etapa en el Circuito de la Sarthe y un segundo puesto en el sprint final de la adoquinada Gante-Wevelgem (tras Boonen, pero por delante de Tyler Farrar y André Greipel). El velocista italiano sufrió no obstante una fuerte caída en el Tour de Romandía, con resultado de múltiples fracturas en su clavícula derecha y cuatro costillas rotas; debido a ello no podría acudir al Giro de Italia, carrera en la que estaba previsto que fuera el líder de la escuadra.

#### La trágica caída de Weylandt en el Giro
La baja de Bennati hizo que el clasicómano y rápido belga Wouter Weylandt se convirtiera a última hora en el jefe de filas para la ronda italiana, la primera gran vuelta en la que participaría la formación. Sin embargo, en la tercera etapa del Giro, Weylandt sufrió una grave caída durante el descenso del Passo del Bocco, falleciendo en el acto. Su muerte conmocionó al pelotón, que en la siguiente etapa le recordó en una jornada de duelo: los ciclistas renunciaron a disputar el triunfo, y el pelotón en bloque completó el recorrido de la cuarta etapa turnándose en los relevos los distintos equipos para dejar que fueran sus compañeros del Leopard Trek y su mejor amigo Tyler Farrar, quienes cruzaran en primer lugar la línea de meta, abrazados y visiblemente abatidos por la pérdida; el montante de los premios que debían entregarse ese día fue para la familia del malogrado corredor. A la conclusión de esa jornada el equipo decidió abandonar la carrera para asistir al funeral que se celebraría en Gante.

#### Andy Schleck, cerca del Tour

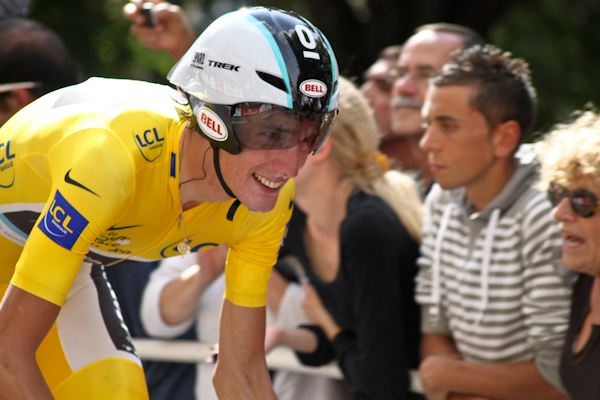
Andy Schleck de amarillo durante la contrarreloj de la 20.ª etapa.

Con la mira puesta en el Tour de Francia, en la ronda gala el equipo comenzó con buen pie y ya en la primera etapa sus dos ciclistas referentes, los hermanos Schleck quedaron ubicados en los primeros puestos de la clasificación general gracias a una caída faltando 10 km para la meta donde el pelotón se cortó en 2 grandes grupos. Los Schleck junto a Fabian Cancellara, Maxime Monfort y Jakob Fuglsang quedaron en el primer grupo dejando atrás al principal rival en los papeles, Alberto Contador. A partir de allí corrieron a la expectativa pasando por las etapas pirenaicas sin arriesgar. Llegados a los Alpes, en la 18.ª etapa con final en el Galibier, Andy Schleck atacó sorpresivamente en el Col d'Izoard, a 60 km para el final y culminó ganando la etapa siendo su hermano Fränk, segundo. Si bien no logró el maillot amarillo, en la general se ubicó 2.º a solo 15" de Thomas Voeckler, el líder. Al día siguiente la etapa culminó en el Alpe d'Huez y Andy logró el "maillot jaune", siendo 9.º en la etapa, 2 minutos 25 segundos por delante de Voeckler. Fränk lo escoltaba en la general pero tenía la amenaza latente de Cadel Evans a 57" y más que la penúltima etapa era una contrarreloj en Grenoble de 42,5 km donde se suponía que Evans le podía descontar la renta. Evans hizo la contrarreloj 2'31" más rápido que Andy Schleck, relegándolo al segundo lugar de la clasificación, mientras Frank quedaba tercero. Así las esperanzas del equipo en ganar el Tour se truncaron. A pesar de no vencer, culminado el Tour de Francia el equipo llegó a la primera posición de la clasificación por equipos del UCI World Tour,.
En la tercera gran vuelta de la temporada, la Vuelta a España, el equipo comenzó ganando la contrarreloj por equipos en Benidorm, lo que permitió que el danés Jakob Fuglsang tomara posesión del maillot rojo. Al día siguiente, el velocista Daniele Bennati tomó el relevo, pero perdió el primer lugar en la 3.ª etapa. El italiano subió 4 veces al podio, una de ellas al ganar la 20.ª etapa en Vitoria. En la clasificación general, Maxime Monfort ocupó el sexto lugar y Jakob Fuglsang undécimo. El equipo también terminó segundo en la clasificación por equipos.
Finalizó el año con el triunfo de Oliver Zaugg en el Giro de Lombardía, tras atacar a falta de 10 km para la meta y mantener escasos segundos de diferencia sobre sus perseguidores.
El equipo terminó la temporada con 25 victorias, 7 de ellas en el UCI WorldTour donde finalizó en la 3.ª posición y siendo Frank Schleck el mejor en la clasificación individual en la 10.ª colocación.

#### Fusión con el RadioShack
El hecho de no ganar el Tour de Francia y sobre todo de no llegar patrocinadores prometidos para la temporada 2012, no dejaron al empresario Flavio Becca conforme ya que lo obligaba a repetir la inversión económica en el equipo. A fines de agosto de 2011 se corrió el rumor de que el equipo desaparecería para la siguiente temporada y que podría fusionarse con el Team RadioShack. La fusión fue confirmada el 6 de septiembre por los directivos, anunciando además que el nombre del nuevo equipo que surgió sería Radioshack-Nissan-Trek.
Becca explicó que la insatisfacción por los resultados cosechados por el Leopard-Trek en 2011 fue el motivo que desencadenó la operación, que contaba con el apoyo de los hermanos Schleck, y mostró su satisfacción por la llegada de Bruyneel como el nuevo patrón de la formación. El propietario de la sociedad Leopard aseguró asimismo que el hasta entonces mánager general del Leopard Trek, Brian Nygaard, saldría del equipo con carácter inmediato; esa circunstancia se materializó un día después con un comunicado oficial de la escuadra. Nygaard explicó que si bien Becca le había ofrecido desempeñar otro cargo en la estructura resultante, su salida fue prácticamente un despido. El hasta entonces director deportivo principal del Leopard-Trek, Kim Andersen, no fue informado de la llegada de Bruyneel y sus colaboradores como nuevos responsables deportivos, enterándose de esa circunstancia a través de una cadena de televisión; a pesar de ello, Becca dijo que seguía contando con Andersen para su proyecto, si bien con sus funciones reducidas. La división luxemburguesa de la compañía automovilística Mercedes-Benz, patrocinadora del Leopard tras haber firmado meses antes un contrato de larga duración, tampoco fue informada del proceso de integración, que en su caso suponía además su salida del equipo por la llegada de su competidora Nissan.
Aunque la escuadra había anunciado que le llamaría RadioShack-Leopard-Trek y se refería a sí misma de este modo, la UCI hizo cumplir la normativa vigente (que no permitía la presencia de más de dos patrocinadores en el nombre de un equipo) y la denominación oficial con que se inscribió y reconoció a la escuadra fue RadioShack-Nissan. Pese a la llegada de estos patrocinadores de la mano de Bruyneel y sus colaboradores, la similitud del nuevo maillot con el que había tenido hasta entonces Leopard Trek indicaba que Flavio Becca seguiría aportando una parte considerable del presupuesto del equipo luxemburgués.

### 2012: Muy por debajo de las expectativas
Tras la fusión de ambos equipos las expectativas se situaron muy altas ya que tenían corredores para dominar gran parte del calendario. A las figuras del equipo como los hermanos Schleck, Cancellara, Bennatti, Fuglsang y Voigt, llegaron 13 corredores del RadioShack, entre ellos Andreas Kloden, Chris Horner, Yaroslav Popovych y los españoles Irizar y Zubeldia. Sin embargo, la lesión de Fabian Cancellara y el bajo rendimiento de los hermanos Schleck supusieron un fracaso en la temporada.

En enero Tiago Machado hizo podio (3.º) en el Tour Down Under, pero no fue hasta marzo que llegó la primera victoria de la mano de Cancellara al ganar en forma solitaria la Strade Bianche. En la Tirreno-Adriático, Chris Horner terminó 2.º en la carrera, sólo superado por Vincenzo Nibali, mientras que Cancellara ganó la contrarreloj final. El suizo estuvo cerca en la Milán-San Remo, donde fue batido en el sprint final por Simon Gerrans, aprontando de buena forma para las clásicas.

#### Diezmado por las lesiones
El mes de abril comenzó de la peor forma para el equipo. Una caída de Cancellara en el Tour de Flandes le produjo una triple fractura de clavícula, que lo sacó de la carretera por dos meses.
Para el Giro de Italia Jakob Fuglsang sería el jefe de filas, pero una lesión de rodilla impidió que fuera parte del equipo. Esta situación hizo que debiera convocarse a Frank Schleck para disputar la corsa rosa, aunque en principio estaba previsto que corriera el Tour de Francia. En una carrera que pelearon palmo a palmo Ryder Hesjedal y Joaquim Rodríguez, Schleck no estaba muy lejos de las primeras posiciones (incluso fue 3.º en la séptima etapa), pero una caída en la undécima jornada, le afectó el hombro y acabó abandonando en la 15.ª.
El mes de junio fue agridulce para el equipo. Por un lado Jakob Fuglsang ganó el Tour de Luxemburgo mientras Frank Schleck fue tercero. El luxemburgués también fue segundo en la Vuelta a Suiza, carrera donde retornó a competir Cancellara. La parte negativa la protagonizó Andy Schleck cuando sufrió una caída en el Critérium del Dauphiné y se fracturó el sacro, quedando descartada su participación en el Tour de Francia. El menor de los Schleck, además ya venía teniendo una temporada magra, abandonando en la París-Niza, la Volta a Cataluña y con pobres actuaciones en las clásicas.

#### Enfrentamientos y malas relaciones
Una de las situaciones que se evidenciaban y que a mitad de año salieron a la luz, era la mala relación de Johan Bruyneel con varios corredores del equipo. Con los hermanos Schleck la situación se comenzó a complicar cuando Bruyneel diseñó calendarios distintos y comenzó a separarlos. A inicio de temporada se mencionaba que uno de ellos iría al Giro de Italia, probablemente Andy. Luego la mira se centró en Frank quién se manifestó contrario correr la corsa rosa, porque no era la mejor forma de preparar el Tour, aunque finalmente debió correrlo. La relación se tensó más cuando a finales de abril el mánager belga anunció que Kim Andersen (mentor de los hermanos desde la época del CSC), no estaría en el Tour de Francia.
Chris Horner y Jakob Fuglsang, fueron otros de los tuvieron enfrentamientos con Bruyneel. Horner por no haber sido preseleccionado para la ronda gala (finalmente formó parte del equipo) y el danés por no ser incluido en el nueve definitivo.
A su vez, Bruyneel se encontraba en un escándalo tras la acusación hecha por la USADA (Agencia Estadounidense Anti-Dopaje) por su implicación en la trama de dopaje en el US Postal cuando era su director.

#### Frank Schleck positivo en el Tour
En el Tour de Francia con Frank Schleck como líder y la compañía de Chris Horner y Cancellara, comenzó con la victoria del suizo en el prólogo. Mantuvo el maillot amarillo hasta la 7.ª etapa, cuando lo perdió a manos del futuro ganador, Bradley Wiggins en la primera etapa con llegada en alto.
En la segunda jornada de descanso y a cinco etapas para el final, la UCI comunicó al equipo que Frank Schleck había dado positivo en un control realizado en la 13.ª etapa. La sustancia era el diurético xipamida, la cual está prohibida por ser un "enmascarador", aunque no acarrea suspensión automática por tratarse de una sustancia específica. El organismo internacional solicitó al RadioShack-Nissan que tomara las acciones necesarias y el equipo decidió retirar al luxemburgués de la carrera, no tomando la salida en la etapa 16. El corredor negó haberlo hecho intencionadamente y tres días después la muestra B confirmó el resultado. A partir de allí, Schleck debía demostrar su inocencia para evitar una sanción. A pesar del escándalo, con una buena actuación de Haimar Zubeldia que finalizó sexto, el RadioShack ganó la clasificación por equipos por delante del Sky.
Con un equipo sin mayores aspiraciones, se presentó en la Vuelta a España donde lo más destacable fue una victoria de etapa para Daniele Bennati.

#### Reaparición de Andy Schleck
Cuatro meses después de la fractura, Andy Schleck regresó a las carreteras, pero los resultados fueron tan pobres como al inicio de la temporada. Volvió a competir el 2 de octubre en la Binche-Tournai-Binche, abandonando la prueba. Pocos días después hizo parte del equipo en el Tour de Pekín, donde también abandonó cuando estaba en la última posición de la clasificación general, cerrando así una temporada negra.

#### Fin de año convulso
El 12 de octubre Bruyneel se desvinculó del equipo RadioShack-Nissan, antes de conocerse el fallo definitivo de la Unión ciclista Internacional, por el cual Lance Armstrong perdió los 7 Tours que ganó cuando era dirigido por el belga. Según expresó, la desvinculación era por mutuo acuerdo porque no podía dirigir en forma eficiente y cómoda y para no afectar la serenidad del equipo. De allí en adelante, Luca Guercilena pasó a comandar al equipo.
Por su parte Nissan anunció a finales de año que dejarían de patrocinar al equipo.

#### Polémica con las banderas

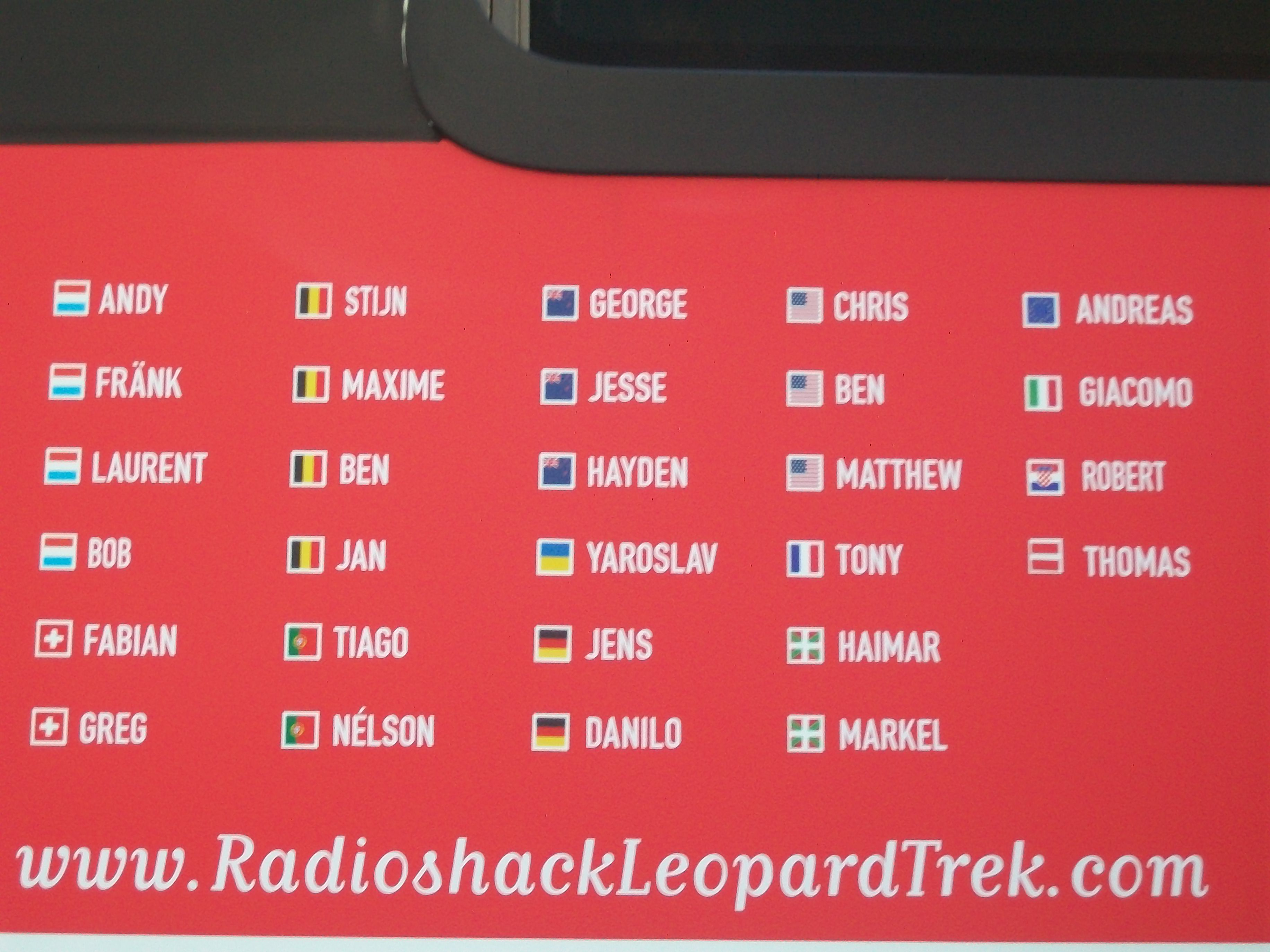
Nombres de los corredores del equipo en la temporada 2013 en su autobús.

A lo largo del 2012 se produjo cierta polémica sobre todo en España debido a que los corredores españoles Haimar Zubeldia, Markel Irizar y el masajista Igor Díez aparecen tanto en la web oficial como en su autobús con la bandera vasca en vez de con su bandera nacional como el resto de corredores. También ocurre un hecho similar con Andreas Kloden que aparece con la bandera europea.

### 2013: Renacimiento con Cancellara y Horner como figuras
En 2013 con el retiro de Nissan como patrocinador, pasó a llamarse RadioShack-Leopard. Sufrió sobre todo las bajas de Jakob Fuglsang (quién tras el enfrentamiento con Bruyneel había firmado ya en agosto contrato con el Astana), y de Daniele Bennati que se marchó al Saxo-Tinkoff. En contrapartida fichó a Robert Kiserlovski, Stijn Devolder y Danilo Hondo, además de ascender desde el equipo continental a Bob Jungels.

#### Los Schleck, de mal en peor y adiós a RadioShack
A finales de enero se conoció la sanción definitiva a Frank Schleck, cuando la Agencia Antidopaje de Luxemburgo lo suspendió por un año con retroactividad al 14 de julio de 2012. Esta penalización lo dejó fuera de gran parte de la temporada y principalmente del Tour de Francia. Para su hermano Andy las cosas tampoco iban nada bien. Lejos de recuperar el nivel de temporadas anteriores, continuaba siendo una sombra de lo que era y comenzó la temporada abandono tras abandono. Tour Down Under, Tour del Mediterráneo, Tirreno-Adriático y Vuelta al País Vasco fueron las carreras que no logró finalizar durante los primeros meses del año, llegando solo en el Gran Premio Camaiore. Once meses si acabar una carrera por etapas cansaron al propietario del equipo Flavio Becca, y tras el abandono en la Tirreno-Adriático este declaró que no estaba contento con el comportamiento de Schleck y que era hora de que comenzara a ser un deportista serio.
El 19 de marzo se hizo oficial que RadioShack no continuaría patrocinando al equipo más allá de la temporada 2013. El motivo eran problemas financieros, aunque se especuló que la situación de los hermanos Schleck también había pesado en la decisión.

#### Cancellara: Dominador de las clásicas
Mientras tanto Fabian Cancellara nuevamente salvaba la actuación del equipo haciendo una excelente temporada en las clásicas. El clasicómano suizo fue tercero en la Milán-San Remo y ganó la E3 Prijs Vlaanderen-Harelbeke, el Tour de Flandes y la París-Roubaix, todo en un lapso de 20 días.

#### Trek: nuevo propietario para 2014
Con Robert Kiserlovski como jefe de filas, el equipo corrió el Giro de Italia sin mayor destaque. Luego de finalizado, el 5 de junio se dio a conocer la noticia de que Flavio Becca abandonaba el ciclismo tras no encontrar un patrocinador que sustituyera a RadioShack y vendía la licencia UCI ProTeam a Trek, empresa que con la que estuvo ligado desde que creó el equipo. Trek anunció que continuaría en 2014 con la misma base, con Luca Guercilena como mánager y Fabian Cancellara como líder.

#### Tour de Francia sin luces y despido de Frank
Comenzó el Tour de Francia con Andy Schleck como jefe de filas y tratando de salir del pozo ciclístico y anímico en el que se encontraba desde hacía más de un año. La nota destacada del equipo la dio Jan Bakelants al ganar la 2.ª etapa y vestirse de amarillo por dos jornadas, pero poco más. Maxime Monfort, fue el mejor en la 14.ª posición y Andy Schleck, aunque no estuvo adelante en los momentos en que se definía la carrera culminó en un meritorio 20.º lugar.
Durante la disputa del Tour, otro problema sacudió a los hermanos Schleck. El 14 de julio finalizaba la sanción a Frank, pero 10 días antes el equipo anunció que no contaría con él cuando esta terminara y quedaría despedido. Mientras Frank decía no entender la situación ya que el equipo lo había apoyado durante el tiempo que estuvo sancionado, Andy desde el Tour salió en defensa de su hermano diciendo que tampoco entendía la decisión, pero que correrían juntos en 2014. Esto se confirmó a finales de julio cuando la empresa estadounidense comunicó que había firmado con ambos.
El mes de julio cerró con la victoria en solitario de Tony Gallopin en la Clásica de San Sebastián, tras sorprender a los favoritos atacando en el último ascenso del día y al mantener la fuga hasta el final.

#### Horner: Vuelta a España con autoridad
Durante el mes de agosto reapareció el veterano Chris Horner. El estadounidense no corría desde marzo cuando abandonó la Volta a Cataluña debido a una lesión en la rodilla, que le acarreó varios meses de recuperación. El regreso se produjo en el Tour de Utah, como preámbulo de su participación en la Vuelta a España que era su objetivo. Aprontó de la mejor manera, ganando la etapa reina y siendo 2.º en la general.
Para la Vuelta, el RadioShack Leopard alistó entre otros a Cancellara, Kiserlovski, Horner y a los españoles Irizar y Zubeldia. La primera etapa fue una contrarreloj por equipos donde finalizaron 2.º, por detrás del Astana. El la tercera jornada con final en el Mirador de Lobeira, el estadounidense dio una estocada imprevista y atacó a falta de 1 km, sorprendiendo a un grupo de favoritos que no tuvo respuesta. Sobrepasó a quién era el líder en el camino (Ivan Santaromita) y ganó la etapa con 3 segundos de diferencia sobre las principales figuras del pelotón (Valverde, Nibali, "Purito" Rodríguez, Basso, Urán). Tras la etapa Horner pasó a liderar la clasificación con escasos 3 segundos sobre Nibali, pero perdió el maillot rojo al día siguiente al registrarse un corte de tiempo de 6 segundos en un pelotón de más de 60 hombres, quedando Horner nuevamente detrás de Nibali, ahora por 3 segundos.
La carrera se transformó en un mano a mano entre Horner y Vincenzo Nibali. El californiano superó al italiano en el Alto de Peñas Blancas, al día siguiente Nibali superó a Horner en Valdepeñas de Jaén y en la siguiente jornada Horner a Nibali en el Alto de Hallazanas, esta vez con triunfo de etapa incluido. Nuevamente se vistió de rojo el estadounidense, pero tras el día de descanso, se disputó la contrarreloj que ganó su compañero Cancellara y volvió a perder el maillot a manos de Nibali, cayendo al 4.º lugar de la clasificación.
Cincuenta segundos era la ventaja del italiano y en el Collado de la Gallina y Peyragudes no se sacaron diferencias, pero si en Aramón Formigal, donde Horner logró descolgarlo y descontarle 20 s. Dos días después en la etapa 18 con final en Peña Cabarga, nuevamente hizo sufrir al italiano dejándolo atrás y reduciendo la renta de Nibali a solo 3 segundos, que se los descontó al día siguiente en el Alto del Naranco, colocándose otra vez como líder de la carrera.
A falta de la etapa decisiva, Horner aventajaba a Nibali en 3 segundos y en las rampas del Angliru el italiano hizo todo lo posible por dejarlo atrás lanzando varios ataques. Pero Horner respondió siempre y al final atacó él, dejando otra vez al "tiburón del estrecho" rezagado y sacándole casi 30 segundos.
Así Chris Horner con casi 42 años ganó su primera carrera grande y también fue la primera del equipo a nivel individual, aunque esto no sirvió para permanecer en la escuadra en 2014 ya que no firmó con el nuevo Trek Factory Racing.

## Corredor mejor clasificado en las Grandes Vueltas
| Año  | Giro de Italia          | Tour de Francia        | Vuelta a España         |
| ---- | ----------------------- | ---------------------- | ----------------------- |
| 2011 | Abandono                | 2.º Andy Schleck       | '6.º' Maxime Monfort    |
| 2012 | 31.º Thomas Rohregger   | 6.º Haimar Zubeldia    | 16.º Maxime Monfort     |
| 2013 | 14.º Robert Kiserlovski | 14.º Maxime Monfort    | '1.º Chris Horner       |
| 2014 | 10.º Robert Kiserlovski | 8.º Haimar Zubeldia    | 87.º Kristof Vandewalle |
| 2015 | 32.º Fabio Felline      | 7.º Bauke Mollema      | 23.º Haimar Zubeldia    |
| 2016 | 39.º Riccardo Zoidl     | 11.º Bauke Mollema     | 19.º Haimar Zubeldia    |
| 2017 | 7.º Bauke Mollema       | 9.º Alberto Contador   | 5.º Alberto Contador    |
| 2018 | 18.º Gianluca Brambilla | 26.º Bauke Mollema     | 16.º Gianluca Brambilla |
| 2019 | 5.º Bauke Mollema       | 11.º Richie Porte      | 28.º Peter Stetina      |
| 2020 | 7.º Vincenzo Nibali     | 3.º Richie Porte       | 42.º Juan Pedro López   |
| 2021 | 18.º Vincenzo Nibali    | 20.º Bauke Mollema     | 13.º Juan Pedro López   |
| 2022 | 10.º Juan Pedro López   | 25.º Bauke Mollema     | 64.º Kenny Elissonde    |
| 2023 | 31.º Toms Skujiņš       | 29.º Mattias Skjelmose | 17.º Juan Pedro López   |
| 2024 | 39.º Juan Pedro López   | 11.º Giulio Ciccone    | 5.º Mattias Skjelmose   |
| 2025 | 54.º Carlos Verona      | 59.º Quinn Simmons     | Bandera de ?            |

## Dirección
El máximo responsable de la escuadra fue el mánager general Brian Nygaard. Kim Andersen fue el director principal, mientras que como directores auxiliares figuraban Torsten Schmidt, Lars Michaelsen, Adriano Baffi y Luca Guercilena.
Tras la fusión con el Team RadioShack se reestructuró todo el organigrama directivo debido a la entrada de Johan Bruyneel como máximo responsable. Luca Guercilena pasó a ser el director deportivo general, siendo sus auxiliares Kim Andersen, Alain Gallopin, José Azevedo, Lars Michaelsen y Dirk Demol. Luego de la salida de Bruyneel a finales de 2012, Guercilena pasó a ser el mánager general.

## Material ciclista

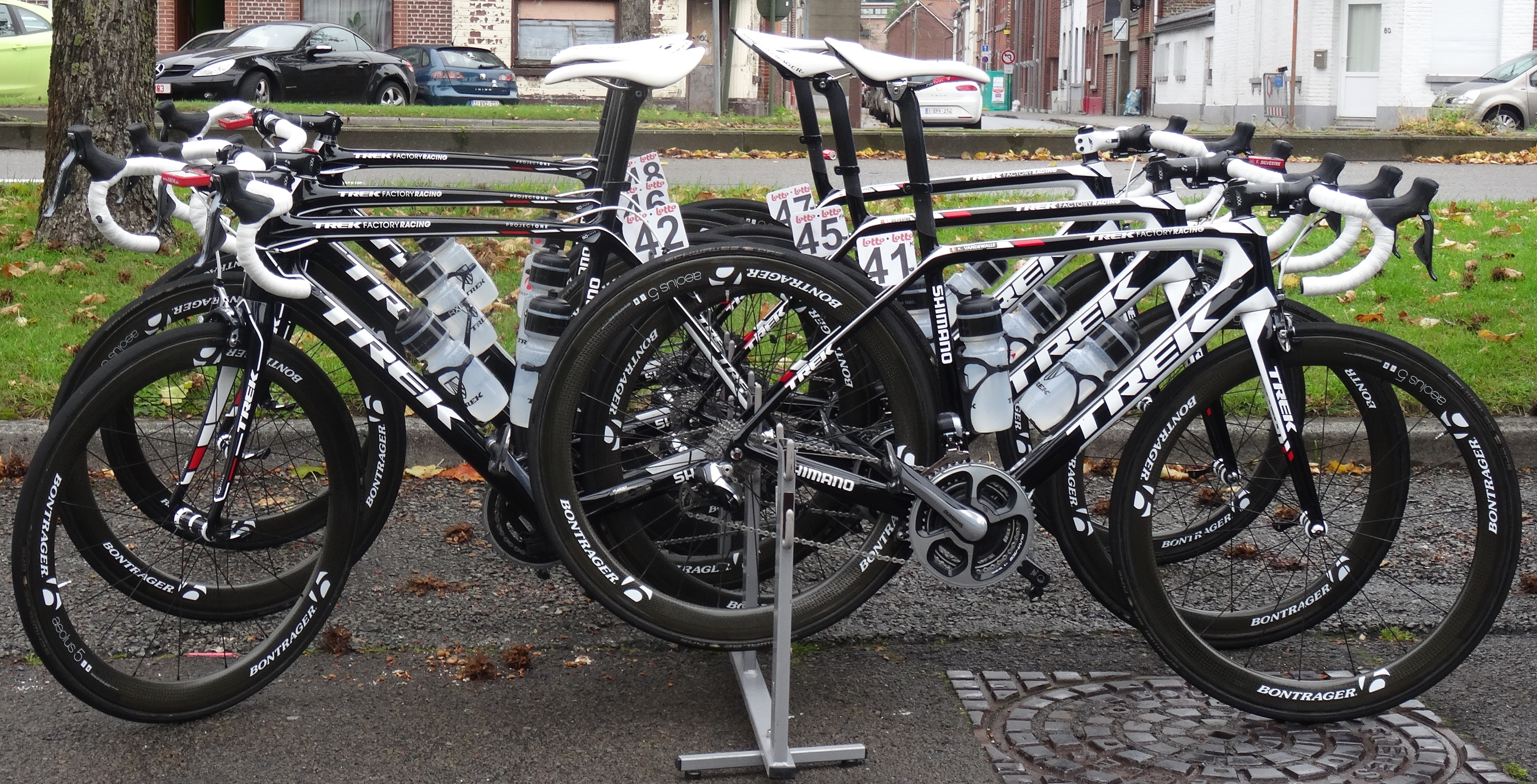
bicicletas utilizadas por el equipo en el Tour de Eurométropole de 2014.

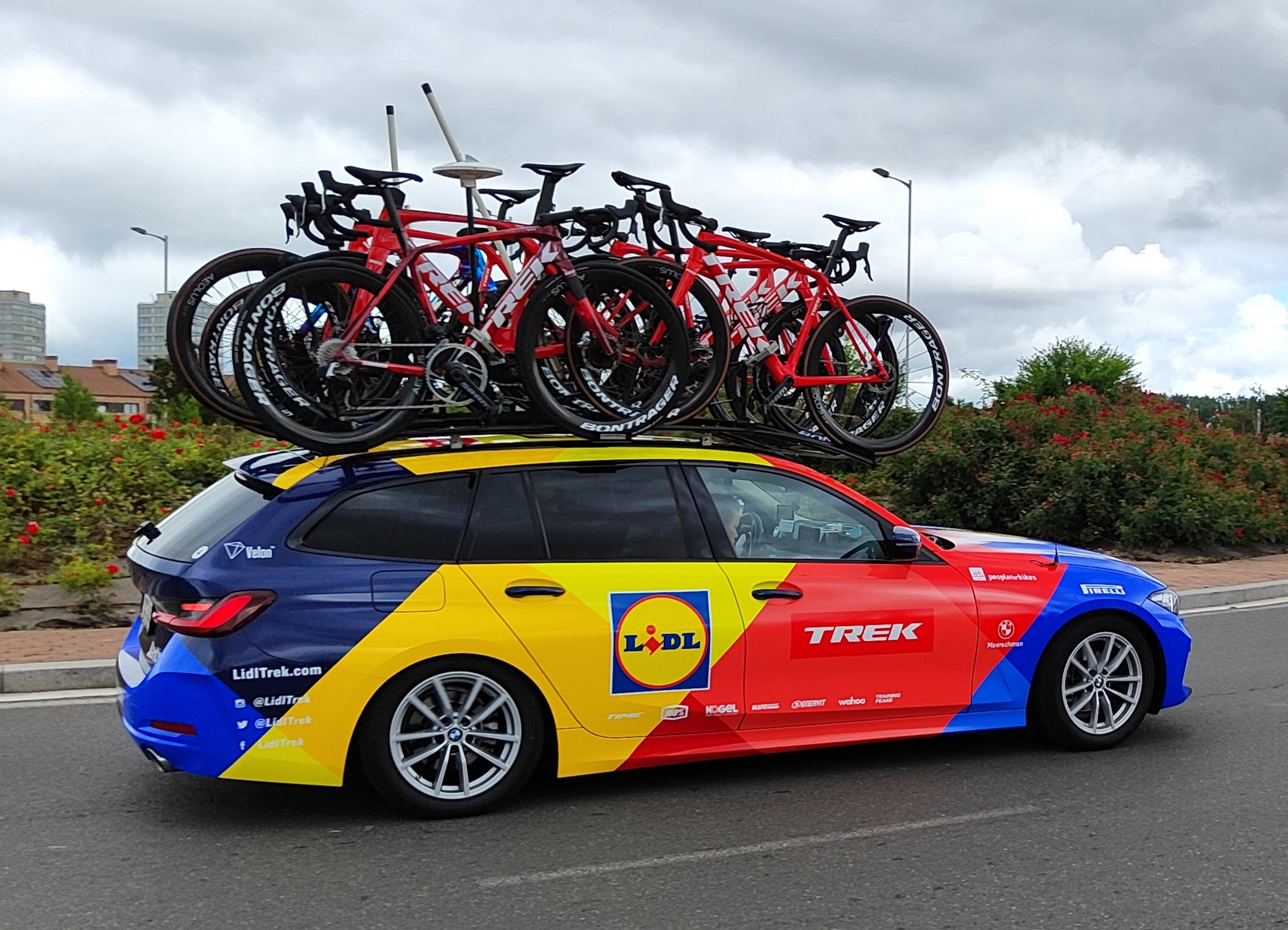
Automóviles utilizados por el equipo.

| Año  | Bicicletas | Equipaciones | Cascos    | Gafas        | Componentes |
| ---- | ---------- | ------------ | --------- | ------------ | ----------- |
| 2011 | Trek       | Craft        | Bontrager | Oakley       | Shimano     |
| 2012 | Trek       | Craft        | Bontrager | Oakley       | Shimano     |
| 2013 | Trek       | Craft        | Bontrager | Oakley       | Shimano     |
| 2014 | Trek       | Bontrager    | Bontrager | Oakley       | Shimano     |
| 2015 | Trek       | Bontrager    | Bontrager | Oakley       | Shimano     |
| 2016 | Trek       | Bontrager    | Bontrager | Oakley       | Shimano     |
| 2017 | Trek       | Sportful     | Bontrager | Rudy Project | Shimano     |
| 2018 | Trek       | Santini      | Bontrager | Rudy Project | Shimano     |
| 2019 | Trek       | Santini      | Bontrager | Koo          | Sram        |
| 2020 | Trek       | Santini      | Bontrager | Koo          | Sram        |

## Equipo filial
Luego de la fusión del Leopard y el Radioshack, en 2012 fue creado un equipo filial de categoría Continental denominado como el antiguo nombre del equipo Leopard Trek Continental oficialmente Leopard-Trek Continental Team (código UCI: LET).
Dirigido por Adriano Baffi, en 2012 estuvo compuesto por una plantilla de 11 ciclistas. La mayoría jóvenes sub-23 donde se destacaba la presencia de Alexandre Pliuschin, único ciclista con experiencia en equipos UCI ProTeam ya que estuvo en el Ag2r y el Katusha. De los ciclistas sub-23 quién más destacó fue Bob Jungels, con victorias en la Flecha del Sur, París-Roubaix sub-23 y Triptyque des Monts et Châteaux entre otras. Esto le hizo ganarse un lugar en el equipo principal en la temporada 2013.
En 2013, la plantilla estaba formada por 14 ciclistas. Los más destacados de la temporada fueron el italiano Eugenio Alafaci con la victoria en la Omloop der Kempen y podio en Gran Premio Criquielion. El portugués Fabio Silvestre se anotó victorias en la Triptyque des Monts et Châteaux y etapas en Tour de Normandía, Circuito de las Ardenas y Ronde de l'Oise.
El equipo en principio se anunció que desaparecería en 2014, cuando Trek pase a ser oficialmente el propietario del equipo principal. Pero posteriormente la sociedad Leopard S.A aseguró que el equipo continuará y con la misma filosofía de darles oportunidad a ciclistas jóvenes. La formación (que no estará relacionada con el equipo Trek Factory Racing), tendrá el nombre de Leopard Development Team y el mánager será Markus Zingen.

## Equipación
| Leopard Trek (2011) | RadioShack-Nissan (2012) | Trek Factory Racing (2014-2016) | Trek Segafredo (2017) | Trek Segafredo (2018) |

| Trek Segafredo (2019) | Trek Segafredo (2020-2021) | Trek Segafredo (2022) | Trek Segafredo (2023-06.2023) | Lidl-Trek (07.2023-) |

## Sede
El equipo tiene su sede en Howald, Luxemburgo, (Peternelchen, 1 2370).

## Clasificaciones UCI
El equipo ha participado del UCI World Tour, logrando estas clasificaciones:

| Año  | Clasificación por equipos | Mejor corredor    | Posición |
| 2011 | 3.º                       | Frank Schleck     | 10.º     |
| 2012 | 12.º                      | Fabian Cancellara | 37.º     |
| 2013 | 4.º                       | Fabian Cancellara | 7.º      |
| 2014 | 13.º                      | Fabian Cancellara | 11.º     |
| 2015 | 13.º                      | Bauke Mollema     | 22.º     |
| 2016 | 9.º                       | Fabian Cancellara | 22.º     |
| 2017 | 5.º                       | Alberto Contador  | 10.º     |
| 2018 | 13.º                      | Jasper Stuyven    | 19.º     |
| 2019 | 10.º                      | Bauke Mollema     | 11.º     |
| 2020 | 8.º                       | Richie Porte      | 7.º      |
| 2021 | 12.º                      | Jasper Stuyven    | 16.º     |
| 2022 | 12.º                      | Mads Pedersen     | 20.º     |
| 2023 | 5.º                       | Mads Pedersen     | 6.º      |

## Palmarés
Para años anteriores, véase Palmarés del Lidl-Trek

### Palmarés 2025

#### UCI WorldTour
| Fechas        | Carreras                             | Ganador                  |
| 17 de febrero | 1.ª etapa del UAE Tour               | Jonathan Milan           |
| 20 de febrero | 4.ª etapa del UAE Tour               | Jonathan Milan           |
| 11 de marzo   | 2.ª etapa de la Tirreno-Adriático    | Jonathan Milan           |
| 14 de marzo   | 6.ª etapa de la París-Niza           | Mads Pedersen            |
| 16 de marzo   | 7.ª etapa de la Tirreno-Adriático    | Jonathan Milan           |
| 29 de marzo   | 6.ª etapa de la Volta a Cataluña     | Quinn Simmons            |
| 30 de marzo   | Gante-Wevelgem                       | Mads Pedersen            |
| 20 de abril   | Amstel Gold Race                     | Mattias Skjelmose Jensen |
| 9 de mayo     | 1.ª etapa del Giro de Italia         | Mads Pedersen            |
| 11 de mayo    | 3.ª etapa del Giro de Italia         | Mads Pedersen            |
| 14 de mayo    | 5.ª etapa del Giro de Italia         | Mads Pedersen            |
| 20 de mayo    | 10.ª etapa del Giro de Italia (CRI)  | Daan Hoole               |
| 23 de mayo    | 13.ª etapa del Giro de Italia        | Mads Pedersen            |
| 25 de mayo    | 15.ª etapa del Giro de Italia        | Carlos Verona            |
| 9 de junio    | 2.ª etapa del Critérium del Dauphiné | Jonathan Milan           |
| 17 de junio   | 3.ª etapa de la Vuelta a Suiza       | Quinn Simmons            |
| 12 de julio   | 8.ª etapa del Tour de Francia        | Jonathan Milan           |
| 23 de julio   | 17.ª etapa del Tour de Francia       | Jonathan Milan           |
| 2 de agosto   | Clásica de San Sebastián             | Giulio Ciccone           |

#### UCI ProSeries
| Fechas       | Carreras                                               | Ganador          |
| 5 de febrero | 1.ª etapa de la Vuelta a la Comunidad Valenciana (CRE) | Lidl-Trek        |
| 9 de febrero | 5.ª etapa de la Vuelta a la Comunidad Valenciana       | Jonathan Milan   |
| 21 de marzo  | Bredene Koksijde Classic                               | Edward Theuns    |
| 5 de abril   | Gran Premio Miguel Induráin                            | Thibau Nys       |
| 21 de abril  | 1.ª etapa del Tour de los Alpes                        | Giulio Ciccone   |
| 29 de julio  | 4.ª etapa del Tour de Valonia                          | Mathias Vacek    |
| 9 de agosto  | 5.ª etapa de la Vuelta a Burgos                        | Giulio Ciccone   |
| 12 de agosto | 1.ª etapa de la Vuelta a Dinamarca                     | Mads Pedersen    |
| 14 de agosto | 3.ª etapa de la Vuelta a Dinamarca (CRI)               | Jakob Söderqvist |
| 15 de agosto | 4.ª etapa de la Vuelta a Dinamarca                     | Mads Pedersen    |
| 16 de agosto | 5.ª etapa de la Vuelta a Dinamarca                     | Mads Pedersen    |
| 16 de agosto | Vuelta a Dinamarca                                     | Mads Pedersen    |

#### Circuitos Continentales UCI
| Fechas        | Circuito             | Carreras                       | Ganador                  |
| 15 de febrero | UCI Europe Tour 2025 | 2.ª etapa del Tour La Provence | Mads Pedersen            |
| 16 de febrero | UCI Europe Tour 2025 | Tour La Provence               | Mads Pedersen            |
| 22 de junio   | UCI Europe Tour 2025 | Clásica Andorra MoraBanc       | Mattias Skjelmose Jensen |

#### Campeonatos nacionales
| Fechas      | Carreras                                            | Ganador                 |
| 26 de mayo  | Campeonato de Estados Unidos en Ruta                | Quinn Simmons           |
| 24 de junio | Campeonato de los Países Bajos Contrarreloj (CRI)   | Daan Hoole              |
| 25 de junio | Campeonato de Letonia Contrarreloj (CRI)            | Toms Skujiņš            |
| 26 de junio | Campeonato de la República Checa Contrarreloj (CRI) | Mathias Vacek           |
| 27 de junio | Campeonato de Eritrea Contrarreloj (CRI)            | Amanuel Ghebreigzabhier |
| 27 de junio | Campeonato de Dinamarca Contrarreloj (CRI)          | Mads Pedersen           |
| 29 de junio | Campeonato de la República Checa en Ruta            | Mathias Vacek           |
| 29 de junio | Campeonato de Dinamarca en Ruta                     | Søren Kragh Andersen    |
| 29 de junio | Campeonato de Letonia en Ruta                       | Toms Skujiņš            |

## Plantilla
Para años anteriores, véase Plantillas del Lidl-Trek

### Plantilla 2025
| Nombre                  | Nacimiento | Nacionalidad    | Equipo 2024                      |
| Søren Kragh Andersen    | 10/08/1994 | Dinamarca       | Alpecin-Deceuninck               |
| Andrea Bagioli          | 23/03/1999 | Italia          | Lidl-Trek                        |
| Julien Bernard          | 17/03/1992 | Francia         | Lidl-Trek                        |
| Giulio Ciccone          | 20/12/1994 | Italia          | Lidl-Trek                        |
| Simone Consonni         | 12/09/1994 | Italia          | Lidl-Trek                        |
| Tim Declercq            | 21/03/1989 | Bélgica         | Lidl-Trek                        |
| Tao Geoghegan Hart      | 30/03/1995 | Reino Unido     | Lidl-Trek                        |
| Amanuel Ghebreigzabhier | 17/08/1994 | Eritrea         | Lidl-Trek                        |
| Ryan Gibbons            | 13/08/1994 | Sudáfrica       | Lidl-Trek                        |
| Daan Hoole              | 22/02/1999 | Países Bajos    | Lidl-Trek                        |
| Lennard Kämna           | 09/09/1996 | Alemania        | Red Bull-BORA-hansgrohe          |
| Alex Kirsch             | 12/06/1992 | Luxemburgo      | Lidl-Trek                        |
| Patrick Konrad          | 13/10/1991 | Austria         | Lidl-Trek                        |
| Juan Pedro López        | 31/07/1997 | España          | Lidl-Trek                        |
| Jonathan Milan          | 01/10/2000 | Italia          | Lidl-Trek                        |
| Bauke Mollema           | 22/11/1986 | Países Bajos    | Lidl-Trek                        |
| Jacopo Mosca            | 29/08/1993 | Italia          | Lidl-Trek                        |
| Thibau Nys              | 12/11/2002 | Bélgica         | Lidl-Trek                        |
| Sam Oomen               | 15/08/1995 | Países Bajos    | Lidl-Trek                        |
| Mads Pedersen           | 18/12/1995 | Dinamarca       | Lidl-Trek                        |
| Albert Philipsen        | 03/09/2006 | Dinamarca       | Neo (Tscherning Cycling Academy) |
| Quinn Simmons           | 08/05/2001 | Estados Unidos  | Lidl-Trek                        |
| Mattias Skjelmose       | 26/09/2000 | Dinamarca       | Lidl-Trek                        |
| Toms Skujiņš            | 15/06/1991 | Letonia         | Lidl-Trek                        |
| Jasper Stuyven          | 17/04/1992 | Bélgica         | Lidl-Trek                        |
| Tim Torn Teutenberg     | 19/06/2002 | Alemania        | Lidl-Trek Future Racing          |
| Edward Theuns           | 30/04/1991 | Bélgica         | Lidl-Trek                        |
| Mathias Vacek           | 12/06/2002 | República Checa | Lidl-Trek                        |
| Otto Vergaerde          | 15/07/1994 | Bélgica         | Lidl-Trek                        |
| Carlos Verona           | 04/11/1992 | España          | Lidl-Trek                        |